# 国家灯台
国家灯台（National Menorah）是一个大型光明节灯台位于华盛顿特区白宫附近的椭圆形草坪东北象限。它最早于1979年由总统吉米·卡特点亮，此后每年树立并点亮。灯台的规模在不断壮大，现在高30英尺（9.1）。

## 历史
1974年，拉比梅纳赫姆 M. Schneerson 呼吁光明节的公众意识，鼓励点亮公共灯台。虽然起初受到自由派犹太组织批评，Schneerson为活动辩护。1979年，恰巴德的亚伯拉罕Shemtov力求在白宫草坪上竖立灯台。内政部长塞西尔D.安德鲁斯最初不允许 Shemtov 在政府财产安放灯台，称这将违反宪法第一修正案。最终斯图尔特·E.埃森斯塔特颁发许可。
那年，吉米·卡特总统结束伊朗人质危机100天的隐居，到拉斐特公园，用恰巴德点亮竖在那里的灯台，发表简短的发言。1982年，罗纳德·里根总统在拉斐特公园点亮灯台时宣读了一份声明，将其命名为国家灯台。

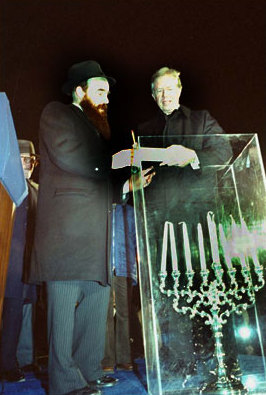
卡特总统（右）在1979年点亮光明节灯台

此后每年，总统的行政成员都参加国家灯台的点灯仪式，并发表正式讲话。 他们包括：
- 1979年：吉米·卡特，美国总统。
- 1994年：乔·李伯曼[4]
- 1996年：司徒·埃森斯塔特和乔·李伯曼[5]
- 1997年：司徒·埃森斯塔特[6]
- 1998年：杰克·卢[7]
- 2000年：司徒·埃森斯塔特[8]
- 2006年：苏珊·施瓦布[9]
- 2007年：迈克尔·穆凯西[10]
- 2008年：约书亚B.博尔顿，白宫幕僚长
- 2009年：Rahm 伊曼纽尔，白宫幕僚长[11]
- 2012: Jeffrey Zients, 白宫管理和预算的办公室代理主任
- 2013年：迈克尔·弗罗曼，美国贸易代表
- 2014年：乔·拜登，美国副总统[12]